# Nanometerlineal
Nanometerlineale (englisch Nanoruler) dienen in der Mikroskopie dazu, das erzielbare Auflösungsvermögen eines bestimmten Mikroskops (liegt in der Regel im mittleren Nanometerbereich) zu überprüfen und die Größe beobachteter Strukturen in Präparaten abzuschätzen.

## Prinzip
Nanometerlineale können durch verschiedene Methoden erzeugt werden, z. B. Quantenpunkte, kolloidales Gold oder DNA-Origami. Beim DNA-Origami bildet eine DNA-Struktur das Grundgerüst des Nanometerlineals, an welches fluoreszierende Farbstoffmoleküle angebracht werden können, die als die „Markierungslinien“ des Lineals fungieren. Der Herstellungsprozess erfolgt wie bei allen DNA-Origami-Strukturen durch Selbstassemblierung, sodass ein einziger Ansatz (ca. 100 µl) bis zu 1011 Nanometerlineale enthalten kann. Üblicherweise werden die fertigen Nanometerlineale direkt nach der Herstellung auf einem Deckglas immobilisiert und dieses anschließend versiegelt, sodass sich eine Haltbarkeit des Lineals von einigen Monaten ergibt.

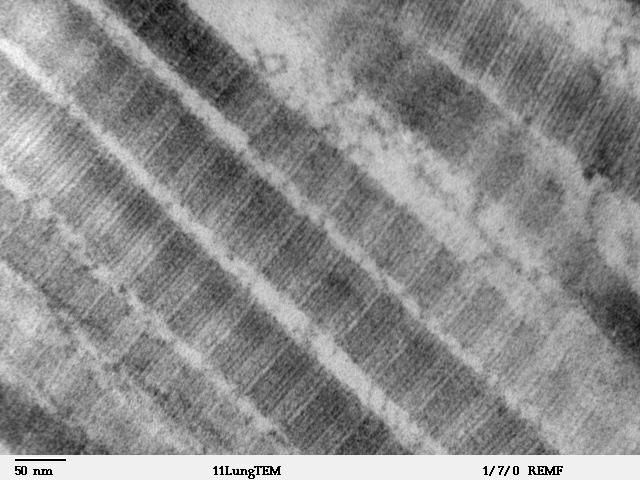
Elektronenmikroskopische Aufnahme von Kollagenfasern.

In der Transmissionselektronenmikroskopie werden Kollagenfasern als Nanometerlineale verwendet, die teilweise natürlich im Präparat vorkommen. Daneben werden auch kolloidale Gold- oder Wolframpartikel verschiedener Größe (fünf oder zehn Nanometer) verwendet.
In der Oberflächenplasmonenresonanzspektroskopie werden kolloidale Silber- oder Goldpartikel verwendet.